# Joan I de Brabant
Joan I de Brabant, anomenat el Victoriós (vers 1251-1294), va ser duc de Brabant des 1267 i duc de Limburg a partir de 1288 i fins a la seva mort. Va succeir en el ducat al seu germà Enric IV, que va renunciar a la corona ducal en arribar a la majoria d'edat, a causa de les seves mancances intel·lectuals i de salut. Era fill d'Enric III, duc de Brabant, i d'Adelaida de Borgonya.

## Primers anys de govern
En morir Enric III a Lovaina (1261) deixava quatre fills menors d'edat, i la tutela va ser motiu de disputes. El major d'ells, Enric IV, presentava símptomes d'agut retard mental, pel que la seva mare, tutora per desig dels brabançons, davant les pretensions dels seus oncles, va procurar transmetre el poder al segon dels germans, Joan. Arnulf, baró de Wesemael i almirall de Brabant, exclosos del consell, es van declarar a favor d'Enric provocant dissensions entre els partidaris d'un i altre germà
Assolida la majoria d'edat, Adelaida va convocar a Kortenberg als representants de les ciutats i les senyories a una assemblea, celebrada el 23 de maig de 1267, en la qual Enric va renunciar a tots els seus drets al ducat en favor del seu germà, retirant-se després a un monestir a Dijon.
Joan va buscar l'aproximació a França, casant-se el 1269 amb Margarida, filla de sant Lluís rei de França, que va morir de part només tres anys després, i el 1274 va propiciar l'enllaç de la seva germana Maria amb el rei Felip III, defensant-la de falses acusacions. Immediatament es va unir a l'exèrcit aixecat pel seu cunyat en defensa dels drets d'Alfons de la Cerda davant Sanç IV de Castella. Més endavant, el 1285, va participar també en la Croada d'Aragó.

## Incorporació del ducat de Limburg
El 1283, en morir sense descendència Ermengarda, duquessa de Limburg, l'emperador Rodolf I d'Habsburg va decidir lliurar el ducat en qualitat d'usdefruit al vidu d'Ermengarda, Renald I de Gueldre. Es va oposar a aquesta decisió Adolf V de Berg, cosí d'Ermengarda, a qui segons les lleis del país corresponia l'herència, però van sorgir també altres senyors que reclamaven feus situats a l'interior del ducat per dret de devolució, entre ells l'arquebisbe de Colònia i el bisbe de Lieja. No podent fer valer les seves pretensions per les armes, el comte de Berg va vendre els seus drets al ducat a Joan I de Brabant, que va iniciar la seva conquesta. En la guerra per la successió del ducat es van veure involucrats alguns dels estats veïns, allargant-se la contesa per espai de cinc anys. La guerra va concloure amb la batalla de Worringen (juny de 1288), en què va morir Enric VI, comte de Luxemburg, aliat de Renald I de Gueldre, i el mateix Renald juntament amb l'arquebisbe de Colònia van quedar captius. La victòria va permetre a Joan incorporar el ducat de Limburg al qual va renunciar Renald un any més tard.

## Últims anys
Joan va dedicar els últims anys de la seva vida a reformar la legislació del ducat, per al que va dictar l'anomenada "Carta del país". Va ser també poeta en alemany, Minnesänger, i es coneixen d'ell nou cançons transmeses al Còdex Manesse, on el seu nom apareix com Herzoge Johans von Brabant.
El 1294 el comte Enric III de Bar, de tornada del seu casament amb Elionor d'Anglaterra, va organitzar solemnes festes i un torneig en el qual va participar Joan I, gran aficionat a les justes, havent participat en més de setanta al llarg de la seva vida. El seu adversari, Perrart de Bauffremont, el va ferir d'una llançada, a conseqüència de la qual va morir a les poques hores.

## Matrimoni i fills
Es va casar per primera vegada el febrer de 1269 amb Margarida de França (1255 † 1272), filla de Sant Lluís, rei de França i de Margarida de Provença, i va tenir un fill que va néixer i va morir el setembre de 1272. La duquessa va morir al part.
Vidu, es va tornar a casar el 1273 amb Margarita de Flandes (1251 † 1285), filla de Guiu de Dampierre, comte de Flandes i Matilde de Bethune. Van tenir:
- Godofreu (1273 † després 1283)
- Joan II (1275 † 1312), duc de Brabant i Limburg
- Margarida (1276 † 1311), es va casar el 1292 amb Enric VII de Luxemburg (1274 † 1313) després emperador
- Maria (1280 † 1340), casat amb Amadeu V. († 1323), comte de Savoia

També se li coneixen fills il·legítims:
- Joan Meeuwe, senyor de Wavre i Dongelberg
- Margarida, anomenada Tervueren, que es va casar el 27 de març de 1292 amb Joan Rode de Lantwyck, senyor de Horst